# Johann Ernst Greding (Theologe)
Johann Ernst Greding (* 30. Juni 1676 in Weimar; † 13. April 1748 in Altheim, Hessen) war ein deutscher evangelischer Pfarrer und Kirchenlieddichter.
Greding war der Sohn eines Chirurgen und kam bald nach Beendigung seines Theologiestudiums im Jahr 1700 nach Hanau als Rektor der dortigen evangelischen Schule. Nachdem er diese mühsame Stelle 18 Jahre bekleidet hatte, erhielt er 1718 die Predigerstelle in Altheim bei Darmstadt, wo er 1748 im Alter von 71 Jahren starb.
Unter seinen Schriften, die größtenteils aus Leichenreden (Parentationen) bestehen, sind folgende erwähnenswert:
- Rudimenta poetica, Hannover 1701
- Poetischer Sparhafen, bestehend in allerhand wohlfließenden und reinen deutschen Gruß-, Dank-, Hochzeits-, Vermählungs-, Geburts-, Namens-, Ehrenpromotions-, Leichen- und Begräbnispredigten, Frankfurt am Main 1712
- Schriftmäßige Anleitung, wie ein Christ alle seine Sorgen auf den Herrn werfen soll, Hanau 1716